# Zeta Sagittae
Zeta Sagittae (ζ Sge / 8 Sagittae) es la quinta estrella más brillante de la constelación de Sagitta —la flecha— después de γ Sagittae, δ Sagittae, Sham (α Sagittae) y β Sagittae. De magnitud aparente +5,00, se encuentra a 255 años luz del sistema solar.
Es un sistema estelar triple compuesto por una binaria —Zeta Sagittae A y B— y una tercera estrella —Zeta Sagittae C—, visualmente a 8 segundos de arco, de magnitud +9,03.
La binaria la componen dos estrellas blancas de la secuencia principal y su tipo espectral conjunto es A3V.

## Zeta Sagittae A y B
Zeta Sagittae A tiene una temperatura superficial de 8800 K y una luminosidad 28 veces mayor que la del Sol.
Con un radio 2,4 veces más grande que el radio solar, su masa equivale a 2,1 veces la de Sol.
Gira sobre sí misma con una velocidad de rotación proyectada de 225 km/s, lo que conlleva que su período de rotación sea igual o menor a medio día.
Su acompañante, Zeta Sagittae B, tiene una temperatura de 8600 K.
Es 19 veces más luminosa que el Sol y su radio es el doble que el del Sol.
También su masa duplica la masa solar.
La separación media entre Zeta Sagittae A y B es de, al menos, 10,6 UA, pero probablemente esta distancia sea más grande.
En cualquier caso, la excentricidad de la órbita hace que la separación entre ellas varíe entre 19 y 2,2 UA, siendo el período orbital de 23,2 años.

## Zeta Sagittae C
La tercera estrella que completa el sistema, Zeta Sagittae C, tiene tipo espectral F5.
Separada más de 700 UA de la brillante binaria AB, emplea más de 8000 años en completar una órbita a su alrededor.
Desde Zeta Sagittae C, el brillo medio de cada una de las componentes de la binaria equivaldría al de cincuenta lunas llenas.